# 埃米略·门德斯·佩雷斯
埃米略·门德斯·佩雷斯（西班牙語：Emilio Méndez Pérez，1949年5月22日—）是西班牙物理学家。

## 经历
门德斯于1934年6月15日出生在西班牙加泰罗尼亚莱里达。毕业于马德里康普顿斯大学，后取得麻省理工学院物理学博士学位。1979年至1994年在IBM研究院湯瑪士·Ｊ·華生研究中心先后担任博士后研究员、一般工作人员和高级干事，期间还与马德里自治大学和西班牙高等科学研究理事会的研究所开展过密切合作。
1995年开始担任美国纽约州立大学石溪分校物理学教授，1995年至2002年担任该校界面现象研究所主任。1998年获得阿斯图里亚斯亲王奖科学技术奖。2006年至2016年担任纽约州布鲁克黑文国家实验室纳米功能材料中心主任，2016年成为该实验室能源科技部门主任。